# Megaforce (film)
Pour les articles homonymes, voir Megaforce.
Pour plus de détails, voir Fiche technique et Distribution.
Megaforce est un film américano-hongkongais réalisé par Hal Needham, sorti en 1982.

## Synopsis
As Hunter dirige Megaforce, un commando d'élite américain en motocyclettes à lance-missiles (Delta MK 4 Megafighter) et en buggies, et parcourt le monde pour combattre le mal.

## Fiche technique
- Titre : Megaforce
- Réalisation : Hal Needham
- Scénario : James Whittaker, Albert S. Ruddy, Hal Needham & Andre Morgan
- Musique : Jerrold Immel
- Photographie : Michael C. Butler
- Montage : Patrick Roark & Skip Schoolnik
- Production : Albert S. Ruddy
- Sociétés de production : Golden Harvest Company, Northshore Investments Ltd.
- Société de distribution : 20th Century Fox
- Pays :  États-Unis,  Hong Kong
- Langue : Anglais
- Format : Couleurs - 1,85:1 - Dolby - 35 mm
- Budget : 20 000 000 $
- Genre : Action, science-fiction
- Durée : 99 min

## Distribution
- Barry Bostwick (VF : Daniel Beretta) : Le commandant As Hunter
- Michael Beck (VF : Patrick Poivey) : Dallas
- Persis Khambatta (VF : Perrette Pradier) : Le major Zara Benbutta
- Edward Mulhare (VF : Jean-Claude Michel) : Le général Edward Byrne-White
- Henry Silva (VF : Gérard Hernandez) : Le 'Duc' Guerera
- George Furth (VF : Roger Carel) : Le professeur Eggstrum
- Mike Kulcsar (VF : Edmond Bernard) : Ivan
- Ralph Wilcox (VF : Joël Martineau) : Zachary Taylor
- Evan C. Kim : Suki
- Anthony Pena (VF : Maurice Sarfati) : Sixkiller
- J. Víctor López : Lopez
- Michael Carven : Anton
- Hal Needham (VF : Daniel Gall) : Le technicien

## Distinctions

### Nominations
- Razzie Awards :
  - Pire réalisateur pour Hal Needham
  - Pire producteur pour Albert S. Ruddy
  - Pire second pour rôle pour Michael Beck

## Autour du film
- Le film a été tourné à Las Vegas, Nevada. Peu avant sa sortie, le film a été prévu pour un succès commercial et a donc bénéficié d'une campagne publicitaire spectaculaire ainsi que de nombreux produits dérivés (dont un jeu vidéo pour Atari 2600). Le film fut toutefois un échec au box-office.
- En 2018, Barry Bostwick a révélé lors d'une interview dans le cadre de la web-émission Nanaroscope que le script était écrit au jour le jour[1].